# Copa EuroAmericana 2013
La Copa EuroAmericana 2013 è stata la prima edizione della Copa EuroAmericana. Si è tenuta in Sud America dal 20 luglio al 4 agosto 2013. Si sono affrontate otto squadre della confederazione CONMEBOL e tre provenienti dalla UEFA.

## Formula
Al torneo hanno preso parte squadre americane provenienti dalla confederazione della CONMEBOL, che hanno affrontato club europei della UEFA. È stata decretata campione la confederazione che ha totalizzato più vittorie.

## Squadre partecipanti
| Confederazione | Team                 |
| -------------- | -------------------- |
| CONMEBOL       | Millonarios          |
| CONMEBOL       | Nacional             |
| CONMEBOL       | Estudiantes          |
| CONMEBOL       | Barcelona            |
| CONMEBOL       | Universidad Católica |
| CONMEBOL       | Atlético Nacional    |
| CONMEBOL       | Anzoátegui           |
| CONMEBOL       | Sporting Cristal     |
| UEFA           | Atlético Madrid      |
| UEFA           | Siviglia             |
| UEFA           | Porto                |

## Stadi
| Bogotà             | Lima                            | La Plata                                | Guayaquil                        |
| ------------------ | ------------------------------- | --------------------------------------- | -------------------------------- |
| Estadio El Campín  | Estadio Nacional                | Estadio Ciudad de La Plata              | Estadio Monumental               |
| Colombia           | Perù                            | Argentina                               | Ecuador                          |
| Capacity: 36,343   | Capacity: 50,000                | Capacity: 53,000                        | Capacity: 59,283                 |
|                    |                                 |                                         |                                  |
| Montevideo         | Santiago                        | Puerto La Cruz                          | Medellín                         |
| Estadio Centenario | Estadio San Carlos de Apoquindo | Estadio General José Antonio Anzoátegui | Atanasio Girardot Sports Complex |
| Uruguay            | Cile                            | Venezuela                               | Colombia                         |
| Capacity: 65,235   | Capacity: 16,000                | Capacity: 37,485                        | Capacity: 45,739                 |
|                    |                                 |                                         |                                  |

## Situazione vittorie
| America 2 | Europa 6 |

## Risultati
| Arbitro: | Eduardo Gamboa |

|  |           |                     |
|  | Marcatori | 60’ Marin 83’ Jairo |

| Arbitro: | Maiker Moreno |

|                           |           |                                           |
| Aguilar 39’ Fuenmayor 62’ | Marcatori | 53’ Jackson 64’ Mangala 65’, 90+3’ Varela |

| Arbitro: | Adrián Vélez |

|                                            |                      |                                       |
| Cárdenas 44’                               | Marcatori            | 65’ Coke                              |
| Uribe Arias Nájera Valencia Guisao Murillo | Tiri di rigore 4 – 3 | Rakitić Moreno Coke Jairo Bacca Cotán |

| Arbitro: | Juan Soto |

|  |           |                                      |
|  | Marcatori | 29’, 52’, 72’ Danilo 85’ J. Martínez |

| Arbitro: | Víctor Hugo Carrillo |

|                   |           |                                |
| Caicedo 4’ (rig.) | Marcatori | 72’ Pareja 79’ Jairo 86’ Bacca |

| Arbitro: | Darío Ubriaco |

|            |           |  |
| Zapata 23’ | Marcatori |  |

| Arbitro: | Omar Ponce |

|  |           |               |
|  | Marcatori | 78’ M. Suárez |

| Arbitro: | Saúl Laverni |

|  |           |                    |
|  | Marcatori | 46’, 80’ Baptistão |

## Risultato finale
La competizione è vinta dalle tre squadre della UEFA: l'Atlético Madrid, il Porto ed il Siviglia.
L'Atlético Madrid, in particolare, ha ricevuto il trofeo James and Thomas Hogg in rappresentanza della confederazione europea, mentre le altre due squadre ne hanno ricevuto una riproduzione.

## Classifica marcatori
| Rank | Name             | Team            | Goal |
| ---- | ---------------- | --------------- | ---- |
| 1    | Danilo           | Porto           | 3    |
| 2    | Léo Baptistão    | Atlético Madrid | 2    |
| 2    | Jackson Martínez | Porto           | 2    |
| 2    | Silvestre Varela | Porto           | 2    |
| 2    | Jairo Samperio   | Sevilla         | 2    |